# Marco Estrada (baseball)
Pour les articles homonymes, voir Marco Estrada.
Marco R. Estrada (né le 5 juillet 1983 à Ciudad Obregón, Sonora, Mexique) est un lanceur droitier qui a joué en Ligue majeure de baseball de 2008 à 2019.

## Carrière

### Nationals de Washington
Marco Estrada est un choix de 6e ronde des Nationals de Washington en 2005.
En ligues mineures en 2008, il maintient une moyenne de points mérités de 2,66 en 13 départs pour les Senators de Harrisburg et il gradue au niveau AAA chez les Clippers de Columbus. Les Nationals le rappelle en cours de saison et Estrada fait ses débuts le 20 août comme lanceur de relève.
Après une autre saison passée en grande partie dans les mineures, il obtient un autre rappel des Nationals à la fin de la saison 2009. Le 12 septembre, il se voit confier la balle pour la première fois comme lanceur partant dans les grandes ligues, mais ne dure que 2 manches et un tiers, encaissant la défaite face aux Marlins de la Floride.
En 2008 et 2009, Estrada a lancé 20 manches dans 15 parties pour Washington. Sa fiche est d'aucune victoire et une défaite, avec 19 retraits sur des prises et une moyenne de points mérités de 7,20.

### Brewers de Milwaukee
Libéré par les Nationals, il est réclamé au ballottage le 3 février 2010 par les Brewers de Milwaukee.
Il présente une moyenne de points mérités de 9,53 pour les Brewers en 2010 en 11 manches et un tiers lancées lors de sept sorties. L'une de celles-ci est comme lanceur partant.
En 2011, on le voit dans 43 parties des Brewers : 36 comme releveur et 7 comme partant. Il est entre autres intégré à la rotation de partants de l'équipe en début de saison durant l'absence de Zack Greinke, qui récupère d'une blessure. La moyenne de points mérités d'Estrada est de 4,08 en 92 manches et deux tiers lancées durant la saison, avec quatre victoires et huit défaites. Il blanchit les Diamondbacks de l'Arizona en trois manches en relève dans la Série de divisions, à l'automne, mais accorde quatre points en trois manches aux Cardinals de Saint-Louis dans la Série de championnat, où les Brewers voient se terminer leur parcours en éliminatoires.
En 2012, il effectue 6 présences en relève en plus de ses 23 départs. En 138 manches un tiers lancées, il gagne 5 matchs, en perd 7 et remet une moyenne de points mérités de 3,64. Ses 143 retraits sur des prises représentent son plus haut total en une seule saison.
Estrada débute 21 matchs des Brewers en 2013 et affiche une moyenne de 3,87 points mérités accordés par partie avec 7 victoires, 4 défaites et 118 retraits sur des prises en 128 manches lancées.

### Blue Jays de Toronto
Le 1er novembre 2014, les Brewers échangent Estrada aux Blue Jays de Toronto contre le joueur de premier but Adam Lind.
Estrada s'avère une heureuse surprise pour Toronto en 2015. Il connaît la meilleure saison de sa carrière avec une moyenne de points mérités de 3,13 en 181 manches lancées lors de 34 matchs, dont 28 comme lanceur partant. Il remporte 13 victoires contre 8 défaites. Il est particulièrement efficace en seconde moitié de saison, alors qu'il maintient une moyenne de 2,78 points mérités accordés par partie à ses 15 derniers départs, récoltant 7 autres victoires contre 3 défaites.
En séries éliminatoires, les Blue Jays se tournent vers Estrada pour éviter le désastre dans la Série de divisions qui les oppose aux Rangers du Texas. Faisant face à l'élimination après avoir perdu les deux premiers matchs de la série, les Jays remportent le 3e match derrière Estrada, qui n'accorde qu'un point sur 5 coups sûrs en 6 manches et un tiers le 11 octobre. Lanceur perdant du premier match de la Série de championnat de la Ligue américaine contre Kansas City, il sauve encore la saison des Blue Jays le 21 octobre lors du 5e match. Avec Toronto tirant de l'arrière 1-3 dans la série et faisant face à l'élimination, il mène son club à une victoire de 7-1 en n'accordant que 3 coups sûrs aux Royals en 7 manches et deux tiers lancées. Dans ce match, le dernier gagné par Toronto en 2015, il n'alloue qu'un seul coup sûr au cours des 7 premières manches complètes.
Le 13 novembre 2015, Estrada signe un contrat de 26 millions de dollars pour deux saisons à Toronto, acceptant par le fait même l'offre qualitative de 15,8 millions pour un an qui lui avait été faite et acceptant de renconcer à son statut de joueur autonome.

### Classique mondiale de baseball
Marco Estrada joue avec l'équipe du Mexique à la Classique mondiale de baseball 2013.